# Fundplatz Bilzingsleben
Koordinaten: 51° 16′ 21,4″ N, 11° 3′ 33,6″ O
Der Fundplatz Bilzingsleben ist eine außergewöhnliche archäologische und paläoanthropologische Fundstelle im Norden Thüringens. Die Funde wurden auf ein Alter von 350.000 bis 400.000 Jahren datiert und Homo erectus zugeschrieben. Sie gehören zu den frühesten Spuren der Gattung Homo in Mitteleuropa. Der Fundplatz liegt etwa 1,5 km südlich der Ortschaft Bilzingsleben am Rande des Wippertals. Die Oberfläche des ehemaligen Steinbruchs „Steinrinne“ liegt etwa 35 m über der heutigen Aue und  bei 175 m ü. NN. Eingerahmt wird die kleine, spornartige Erhebung durch die Wipper im Osten und den Wirbelbach im Süden.

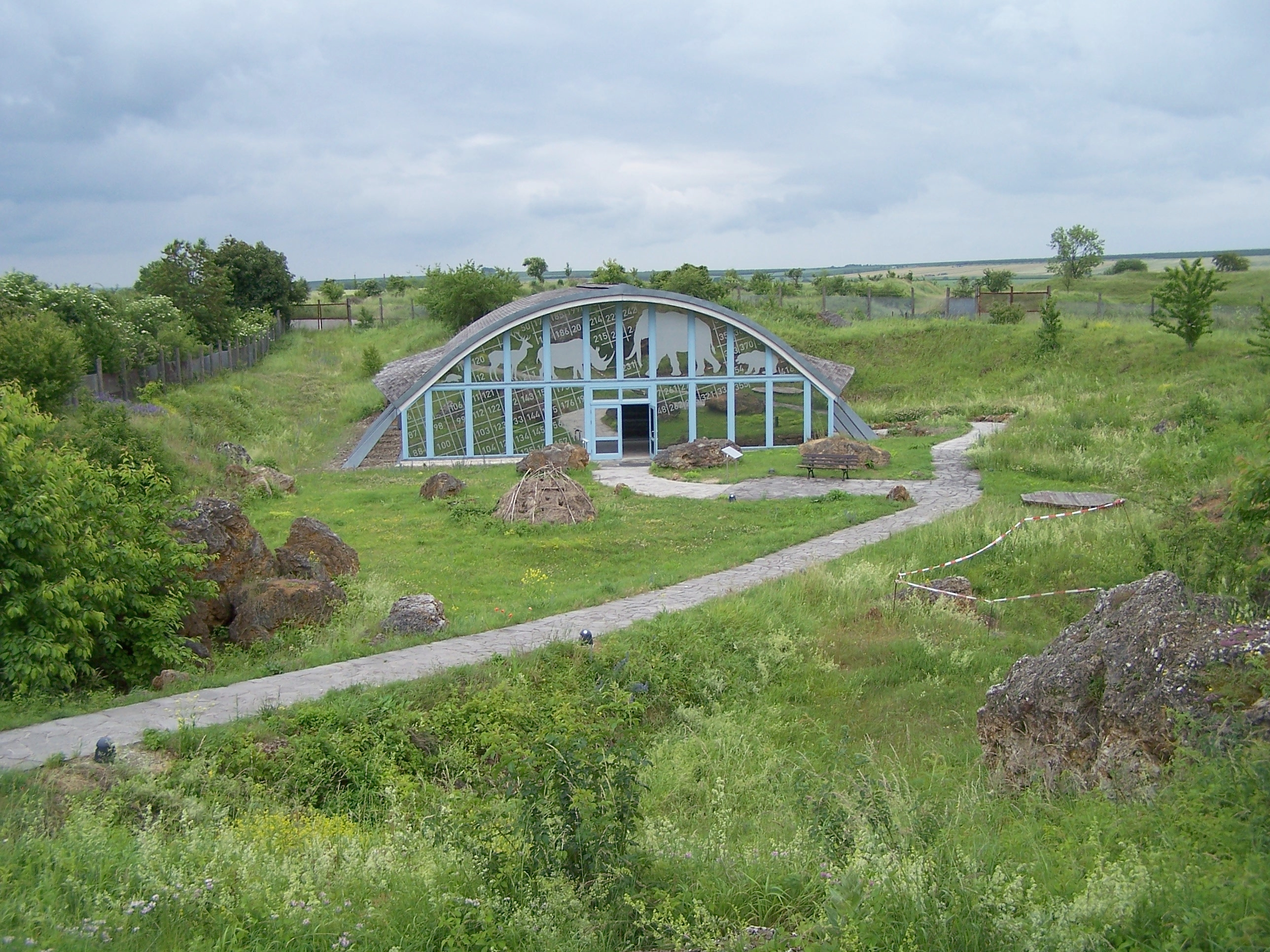
Blick zur Ausstellungshalle

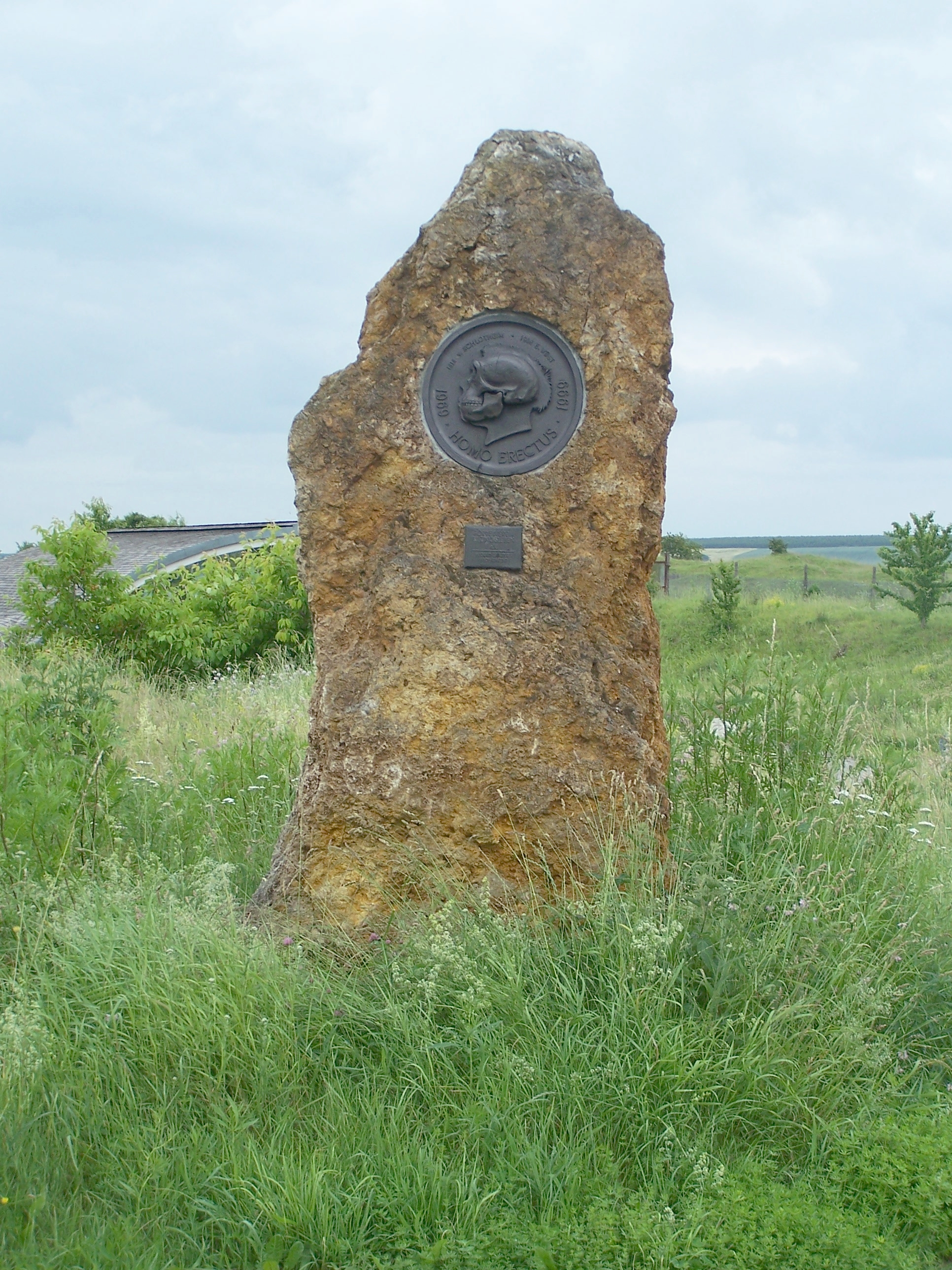
Ein Gedenkstein erinnert seit 1999 an die Entdeckung der Fundstelle

## Geologie und Paläoökologie
Die Ortschaft und damit auch die Fundstelle auf der Steinrinne liegen rund 30 km südöstlich von Nordhausen am Nordrand des Thüringer Beckens, welches geologisch hauptsächlich durch die Ablagerungen des Keupers (Trias) geprägt ist. Nur wenige Kilometer entfernt erheben sich im Nordwesten und Nordosten die bis zu 480 m hohen Kuppen der Hainleite, des Kyffhäusers und der Schmücke, die aus Ablagerungen des Buntsandsteins und des Muschelkalkes bestehen.
Bilzingsleben liegt am Nordrand der sogenannten Kindelbrücker Störungszone, die Teil der hercynisch verlaufenden Finne-Störung ist. Diese wiederum gehört zu einem System parallel verlaufender Störungen bis hin zum Rand des Thüringer Waldes. Die Finne-Störung beginnt im Nordwesten bei Sondershausen und verläuft bis nach Gera im Südosten. Dort beginnt als Fortsetzung die Pohlener Störung. Die Finne-Störung bildet gleichzeitig den Südrand der Hermundurischen Scholle.
Solche Störungen und Verwerfungen sind Ursache für die Entstehung zahlreicher Quellen in diesem Gebiet, von denen das Gründelsloch bei Kindelbrück, südlich von Bilzingsleben, noch heute ein eindrucksvolles Zeichen ist. Die kalkreichen Gesteine der Trias, die im Thüringer Becken und seinen „Randgebieten“ dominieren, und aus ihnen austretende Sicker- und Quellwässer, die den Kalk lösen, sind Ursache für die unter hochwarmzeitlichen Bedingungen entstandene Travertindecke, die sich schützend über die Fundstelle legte und aufgrund ihrer Festigkeit durch erosive Prozesse nicht so leicht abgetragen werden konnte. Sie ermöglichte es, dass die Fundstelle von Bilzingsleben über mehr als 350.000 Jahre erhalten blieb und so von der Anwesenheit des frühen Menschen in Thüringen berichten kann.

### Allgemeine geologische Situation
Die allgemeine geostratigraphische Situation lässt sich anhand der verschiedenen Flussterrassen bestimmen. Solche Terrassentreppen, typisch für mitteleuropäische Flussgebiete, entstanden im Verlaufe der Wechsel von Warm- zu Kaltzeiten während des Pleistozäns.
Im unteren Wippertal im Südharzgebiet sind mindestens acht Flussterrassen ausgebildet, die jeweils bei 55 bis 60 m, 45 m, 32 bis 35 m, 27 m, 20 bis 22 m, 15 bis 18 m, 8 bis 10 m und −3 bis −5 m über der heutigen Aue liegen. Bis auf die beiden höchstgelegenen Terrassen sind alle anderen südlich von Bilzingsleben nachgewiesen.
Die beiden höchsten Terrassen sind nur nördlich von Bilzingsleben nachweisbar und enthalten in ihren Schotterkörpern keine nordischen Feuersteine, woraus sich ergibt, dass diese noch vor dem ersten Haupteisvorstoß der Elstervereisung gebildet wurden, da erst mit dieser Vereisungsphase der Feuerstein nach Mitteleuropa gelangte.
Die weiteren Terrassen haben sich, aufgrund der Änderung des Wipperlaufes nach der Elstervereisung, südlich der Ortschaft ausgebildet. Von Bedeutung sind die durch die Travertinbildungen geprägten Folgen Bilzingsleben I (bei 32 m), II (bei 27 m) und III (bei 22 m), welche die Erhebung der sogenannten „Steinrinne“ und somit den aufgelassenen Steinbruch bilden. Das heutige Relief mit der Travertinplatte ist durch starke erosive Tätigkeit der Wipper zu erklären, die den weichen Tonstein des Keupers abtrug und den harten Travertin zurückließ, so dass es zu einer „Reliefumkehr“ kam. Die stratigraphischen Abfolgen der Sequenzen ähneln sich stark, indem auf fluviatilen Sedimenten oder Lössen und Lössderivaten mehrere Meter mächtige Travertinblöcke gebildet wurden. Die Folge Bilzingsleben II trägt den altpaläolithischen Fundhorizont.
Der Talboden der Folge Bilzingsleben IV liegt bei 15 bis 18 m über der Aue und wird der frühsaalezeitlichen Hauptterrasse, die mit der Drenthe-Vereisung korreliert wird, zugerechnet. Die Folge Bilzingsleben V liegt auf der 5 bis 10 m hohen Terrasse der Warthevereisung und trägt den Travertin des Eem, während die Folge VI aus dem weichselzeitlichen Schotterkörper und dem holozänen Travertin in der heutigen Aue besteht.
Die Terrassen-Travertin-Sequenz von Bilzingsleben deckt das gesamte Mittel- und Jungpleistozän in Mitteldeutschland ab. Als markante geochronologische Anzeiger können die 45 m-Terrasse mit den Ablagerungen der Elstervereisung und die frühsaalezeitliche Hauptterrasse bei 15 bis 18 m (Folge IV), herangezogen werden. Somit ist eine Stellung des Fundplatzes zwischen der letzten Vereisung des Elsterkomplexes und der ersten Vereisung innerhalb des Saale-Komplexes (Saalevereisung im eigentlichen Sinne) als gesichert anzusehen. Diese Zeit wird Holstein-Komplex genannt. Da die drei Terrassenfolgen I, II und III komplette Grundzyklen des Wechsels von Kalt- zu Warmzeit darstellen, muss dieser Komplex in wenigstens drei Klimazyklen unterteilt werden. Bilzingsleben II gehört der mittleren Warmzeit an (Reinsdorf-Warmzeit) und ist somit deutlich älter als früher angenommen.
Unterstützt wird diese Einordnung durch radiometrische Messmethoden wie z. B. der Uran/Thorium-, Uranserien und die Elektronenspinresonanzdatierung, die von verschiedenen Instituten vorgenommen wurden. Diese Datierungen ergaben zumeist Altersangaben zwischen 350.000 und 400.000 Jahren, aber auch eine weiter gefasste Datierung in die Zeit vor mindestens 280.000 und maximal 414.000 ± 45.000 Jahren.

### Stratigraphie der Terrasse Bilzingsleben II
Auf den kaltzeitlichen Flussschottern der Terrasse Bilzingsleben II liegt Solifluktionsschutt und Löss auf, die ebenfalls noch unter kaltklimatischen Verhältnissen abgelagert wurden. Sie bilden die natürliche Oberfläche der Bilzingsleben/Reinsdorf-Warmzeit und somit den Laufhorizont der pleistozänen Menschen von Bilzingsleben. Durch die Bildung eines Pseudogley wurden die oberen Abschnitte des Lösses ausgebleicht und nahmen eine grünliche bis graue Färbung an. Dieser Schicht folgt ein Horizont von Travertinsand bzw. ein Horizont, in dem Travertinsande mit Seekreide vermischt sind. Dieser Horizont stellt die Hauptfundschicht A dar. Bedeckt wird sie von einem festen Seekalk (Fundschicht B), der durch Kalkalgen (Charazeen bzw. Charophyten) gebildet wurde. Die Funde dieser Schicht sind als umgelagert anzusehen.
Der feste, bis zu 8 m mächtige, Strukturtravertin wird von der Fundschicht durch eine weitere Schicht getrennt, die aus Lockertravertinen besteht und oftmals Strukturen von Moos, Schilf und Gras aufweist.

### Geomorphologie der Terrasse Bilzingsleben II
Bereits auf der Terrasse Bilzingsleben I kam es zur Bildung einer Travertinplatte. Sie bildete einen Talhang, der zum Tal der Wipper abfiel und bildete eine Nische, in der eine aufsteigende Karstquelle austrat. Die Quelle hatte einen Abfluss zur Wipper. Durch eine Travertinkaskade wurde dieser Abfluss zu einem See aufgestaut, in den das Quellwasser in einem breiten Schwemmfächer einfloss. Südwestlich davon befand sich eine halbinselartige Uferterrasse, auf der sich der Lagerplatz des Homo erectus befand.

### Natürliche Umwelt
Aufgrund der Fülle an Überresten der Fauna und Flora kann die natürliche Umwelt in der Umgebung der „Steinrinne“ sehr genau rekonstruiert werden. Die Pflanzenreste umfassen Abdrücke im Travertin und erhaltene Pollen.
Pollenanalytisch konnten zwei Vegetationsphasen unterschieden werden. In der ersten Phase, die den Seekalk mit dem Travertinsand umfasst, dominieren Haselpollen (Corylus), Esche (Fraxinus) und Eiche (Quercus). Demgegenüber zeichnet sich die zweite Phase (reiner Seekalk) durch einen Rückgang der erwähnten Arten zu Gunsten von Hainbuchen, Erlen und Kiefern aus. Auf beide Phasen gerechnet, ergibt sich bei den Pollen ein Gehölzanteil von 97 bis 99 % und 0,75 bis 2 % für die Nichtbaumpollen.
Die Travertinflora zeigt insgesamt 36 Arten. Es treten neben etwa 14 Baumarten über 20 Sträucher auf. Kräuter und Stauden sind nur gering vertreten. Bei den Laubholzarten überwiegen breitblättrige Pflanzen, wie Quercus robur (Stieleiche), Acer campestre (Feldahorn), Acer pseudoplatanus (Bergahorn), Tilia platyphyllos (Sommerlinde), Fraxinus excelsior (Gemeine Esche), Cornus mas (Kornelkirsche) und Corylus avellana (Haselnuss). Daneben treten auch kleinblättrige Laubgehölze, wie Populus tremula (Zitterpappel), Betula pubescens (Moorbirke) und Berberis vulgaris (Sauerdorn) auf. Selten sind immergrüne Nadelbäume.
Einige Arten, die im Bilzingslebener Travertin nachgewiesen wurden, sind heute nicht mehr in diesem Gebiet heimisch, sondern haben eine mediterrane oder subkontinentale Verbreitung. Dazu gehören neben Syringa josikaea (Köröser Flieder; heute pontisch verbreitet), vor allem Buxus sempervirens (Buchsbaum; heute adriatisch-iberisch verbreitet), Celtis australis (Südlicher Zürgelbaum; heute allgemein mediterran verbreitet), Pyracantha coccinea (Feuerdorn; heute mediterran-pontisch verbreitet) und Potentilla fruticosa (Fingerstrauch; heute subkontinental verbreitet).
Es kann auf einen trockenen Eichenmischwald geschlossen werden. Da in diesem Mischwald häufig Buxus sempervirens (Buchsbaum) auftritt, kann dieser als Buxo-Quercetum bezeichnet werden. Als weitere wichtige Pflanzengemeinschaft tritt Buxo-Syringetum auf. Anhand der Pollenanalyse gehört der Lagerplatz in die Übergangszeit der Eichenmischwald- zur Hainbuchenphase.
Mollusken sind mit etwa 100, Ostrakoden (Muschelkrebse) mit etwa 30 Arten vertreten. Mit Hilfe dieser Arten können in der Umgebung des Sees zahlreiche Kleinbiotope erschlossen werden, die fließendes oder stehendes Wasser aufweisen sowie sumpfige bzw. trockene Waldgebiete umfassen. Auch hier treten mehrere Arten auf, deren heutige Verbreitungsschwerpunkte in Süd-, Südwest- und Südosteuropa liegen (z. B. Helicigona banatica, Iphigena tumida, Belgranda germanica). Somit sprechen auch die Mollusken für ein wärmeres Klima. Gleiches gilt für die Ostracoden (z. B. Microdarwinula zimmeri; heute äquatorial verbreitet). Außerdem treten Anzeiger für salzhaltiges Wasser auf (Heterocypris salina und Candona angulata)

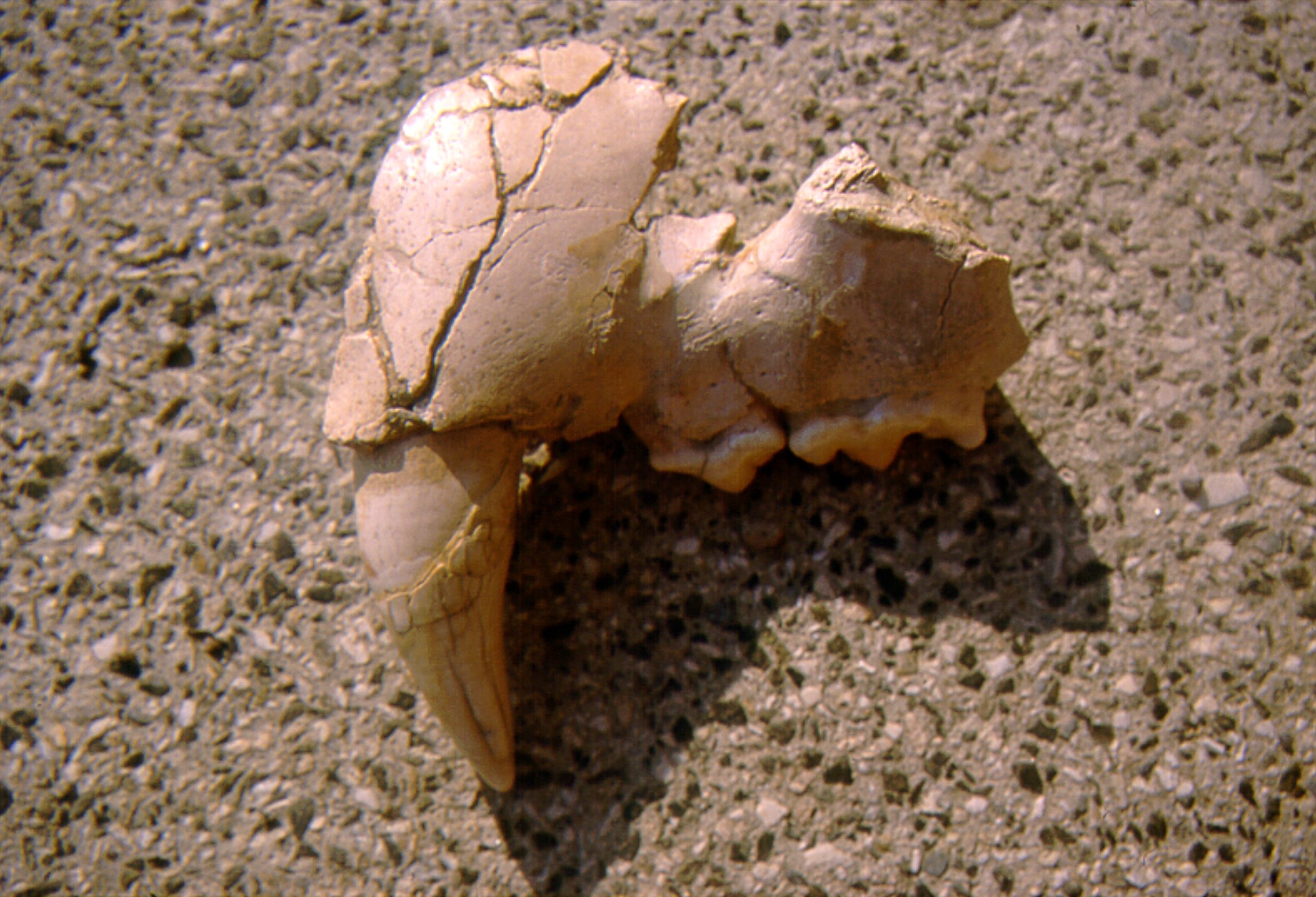
Oberkieferfragment des Höhlenlöwen

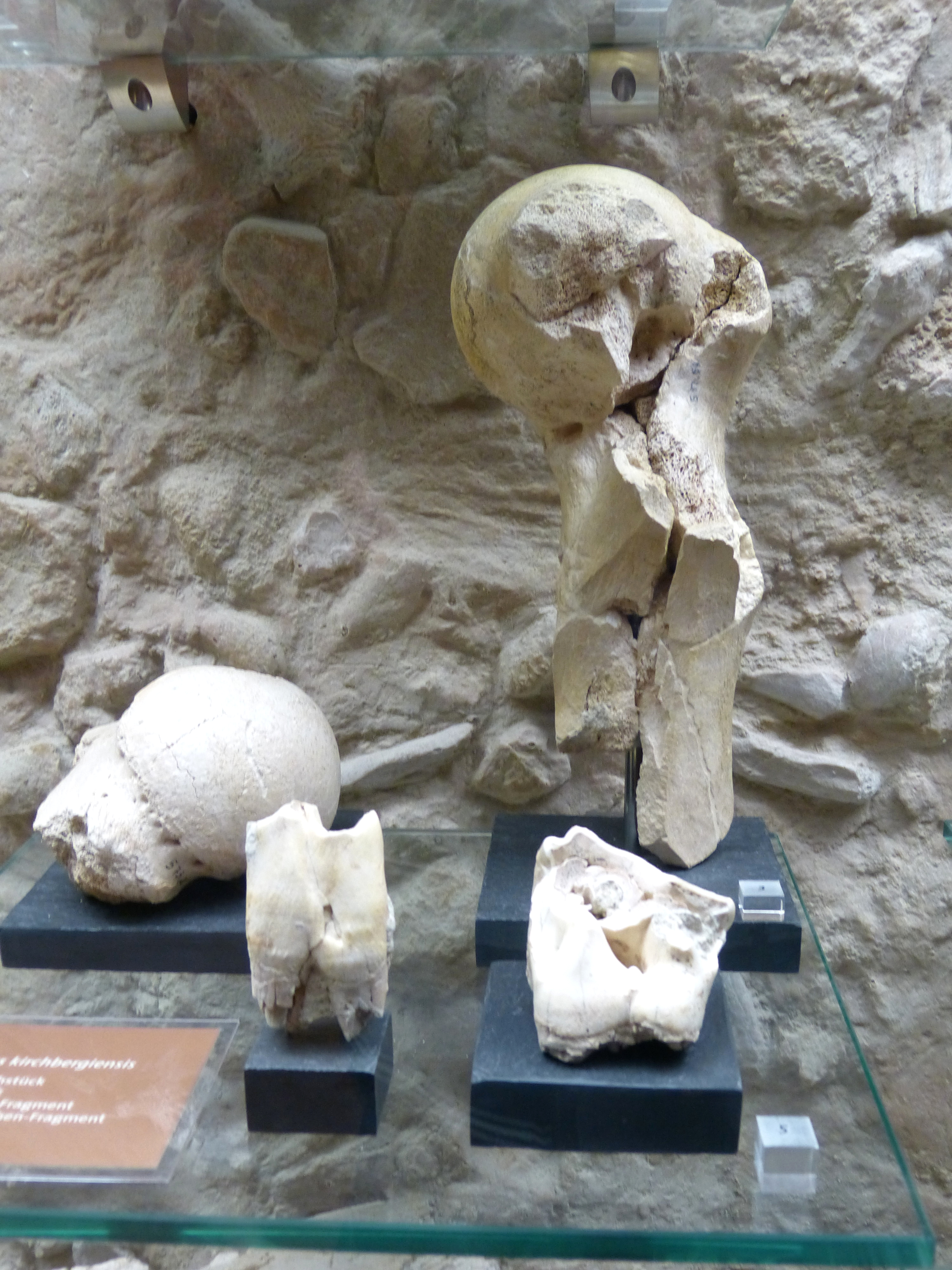
Reste eines Waldnashorns aus Bilzingsleben, Museum für Ur- und Frühgeschichte Thüringens, Weimar

Die Wirbeltierfauna ist sehr reichhaltig und umfasst mehr als 50 Arten. Dazu zählen über 30 Arten an Säugetieren und jeweils ein halbes Dutzend oder weniger an  Vögeln, Reptilien, Amphibien und Fischen. Die Säugerfauna wird als Palaeoloxodon-antiquus-Fauna bezeichnet, gekennzeichnet durch Waldelefant (Palaeoloxodon antiquus), Waldnashorn (Stephanorhinus kirchbergensis), Steppennashorn (Stephanorhinus hemitoechus), Wildrinder, darunter hauptsächlich Steppenbison (Bos priscus), eventuell auch Auerochse (Bos primigenius), des Weiteren Pferd (Equus spec.), Rothirsch (Cervus elaphus), Damhirsch (Dama clactoniana), Reh (Capreolus suessenbornensis), Bär (Ursus deningeri spelaeus), Höhlenlöwe (Panthera spelaea), Wildkatze (Felis silvestris), Rotfuchs (Vulpes vulpes), Wildschwein (Sus scrofa), Wolf (Canis lupus) u. a. Interessant ist das Auftreten des Makaken (Macaca sylvana), der hier als Exot anzusehen ist. Weiter tritt als stratigraphischer Anzeiger der Altbiber (Trogontherium cuvieri) auf, der bald darauf in Mitteleuropa ausstirbt.
Die Säugetierfauna deutet auf eine halboffene Landschaft mit einzelnen Gehölzen sowie Offenland hin. Neben ökologisch indifferenten Arten wie Reh, Wildschwein und Fuchs kamen auch Arten wie Waldnashorn, Waldelefant und Rothirsch vor, die halboffene Lebensräume bevorzugt haben dürften, sowie zahlreiche ausgesprochene Offenlandarten wie Steppennashorn, Wildpferd und Steppenbison. Anzunehmen ist hierbei, dass die Großsäuger, vor allem Elefant, Nashorn und Bison, die Landschaften durch Fraß offen hielten, wie es heute noch in den Savannengebieten Süd- und Ostafrikas der Fall ist.
Ein Teil der Säugetiere kann als Jagdbeute des Menschen von Bilzingsleben interpretiert werden, wie vor allem Schnittspuren an den Knochen der Großsäuger zeigen. Zudem zeigt die prozentuale Verteilung der Arten kein natürliches Verbreitungsmuster. So treten insgesamt 27 % Nashorn, 15 % Biber, 13 % Hirsch und 12 % Elefant auf. Auch die Fische können durchaus Jagdbeutereste darstellen.
Zusammenfassend kann man sagen, dass ein lichter Eichen-Hainbuchen-Wald mit hohem Anteil an Hasel und Buchsbaum bestand. Mollusken der offenen Landschaft und Gewächse wie z. B. Artemisia-Arten, Sauerampfer, Farne und Süßgräser belegen die Existenz von offenen Steppen- und wiesenartigen Standorten, was auch durch die Großsäugerfunde bestätigt wird. Das Ufer war mit Schilfrohr und Seggen bewachsen und im leicht salzhaltigen See wuchsen Seerosen und Laichkraut. Das Torfmoos weist hier auf saure Standorte mit Zwischenmoorcharakter hin.
Die wärmeliebenden und heute in südlicheren Klimaten heimischen Arten aus Fauna und Flora, weisen auf ein wärmeres und ausgeglicheneres Klima während der Bilzingslebener Reinsdorfwarmzeit hin, als es heute in Mitteleuropa vorherrscht. Auch die Niederschlagsmenge lag mit 800 bis 850 mm höher als heute. Eine zweigipflige Niederschlagsverteilung war für die trockenen Sommer des Gebietes ausschlaggebend.

## Forschungsgeschichte
Die Travertine der Steinrinne sind schon seit dem Mittelalter bekannt und seitdem abgebaut worden. So besteht die 1508 erbaute Stadtmauer von Kindelbrück größtenteils aus diesem Kalktuff. Urkunden und eine Inschrift an der Kindelbrücker Kirche beweisen eine Abbautätigkeit, die ins 13. Jahrhundert zurückreicht.
Die erste schriftliche Erwähnung von fossilen Kieferknochen und Zähnen aus dem Steinbruch findet sich in Rudera diluvii testes i.e. Zeichen und Zeugen der Sündfluth, einem Werk von David Sigmund Büttner aus dem Jahre 1710. Seither wurde die Fundstelle des Öfteren von verschiedenen Wissenschaftlern und Laienforschern aufgesucht, von denen hier nur exemplarisch die wichtigsten genannt werden. Bedeutend ist der Fund eines menschlichen Schädels, den Freiherr Ernst Friedrich von Schlotheim (1765–1832) im Jahre 1818 in Leonhards mineralogisches Taschenbuch erwähnte. Dieser soll mit Kalk überzogen gewesen sein und müsste demnach aus dem Travertin stammen. Von Schlotheim erwähnte den Schädel in den folgenden Jahren mehrmals, er ist aber heute nicht mehr auffindbar. Es wäre jedoch interessant zu wissen, ob es sich wirklich um einen fossilen Schädel gehandelt hat, denn wenn dem so wäre, würde der Bilzingslebener Fund einen der frühesten bekannten Funde eines fossilen Menschen überhaupt darstellen.
Am Beginn des 20. Jahrhunderts stehen vor allem die Arbeiten von Ewald Wüst. Er berichtete 1908 erstmals von Feuersteingeräten als Hinweis auf die Anwesenheit des fossilen Menschen in Bilzingsleben. Im Jahr 1922 übernahm Adolf Spengler die wissenschaftliche Aufsicht über Bilzingsleben. Er sammelte sowohl archäologisches als auch paläontologisches Material. Herausragend ist der Fund eines menschlichen Backenzahnes, den er Ende der 1920er Jahre in der Seekalkschicht entdeckte. Auch dieser Fund ist heute verschollen.
In der Folgezeit blieb Bilzingsleben im Blickpunkt des wissenschaftlichen Geschehens, auch wenn das Interesse sich zunehmend auf die Travertine und deren reiche archäologische und paläoanthropologische Funde von Ehringsdorf verlagerte. Damals gingen fast alle Wissenschaftler, die sich mit den Funden von Bilzingsleben beschäftigten, von einer sehr jungen Stellung aus. Bilzingsleben sollte demnach, trotz der hohen Lage über der Wipperaue, den Fundstellen von Weimar, Burgtonna und Ehringsdorf gleichgestellt werden und ein eemzeitliches Alter besitzen.
Während quartär-paläontologischen Untersuchungen im Jahre 1969 durch Dietrich Mania (damals Landesmuseum für Vorgeschichte Halle) wurden zahlreiche Fossilien und Artefakte in der bis dahin noch wenig bekannten Fundschicht entdeckt, was zum Beginn einer archäologischen Forschungsgrabung ab 1971 führte. Schon kurze Zeit später, 1972 oder 1973, wurde der erste Rest eines fossilen Menschen, ein Hinterhauptsbein, gefunden, der aber erst bei der Durchsicht des Materials im Jahre 1974 als solcher erkannt wurde. Ebenfalls sehr früh wurde die Altersstellung revidiert.
Im Laufe der Ausgrabungen erwuchs Bilzingsleben zu einer der wichtigsten altpaläolithischen Fundstellen in Europa. Bis 2002 wurden 37 Menschenreste freigelegt. Das bisher geborgene Fundmaterial umfasst mehr als 140.000 Feuersteinartefakte, Tausende andere Geräte aus Stein, Knochen, Geweih, Elfenbein und Holz sowie mehrere Tonnen an faunistischem und botanischem Material. Aus diesem Material kann die Kultur und Umwelt des frühen Menschen mit hoher Genauigkeit rekonstruiert werden. Ein internationales Forschungsteam mit Spezialisten aus mehreren europäischen Ländern wurde aufgebaut, daneben arbeiteten noch Wissenschaftler aus Amerika, Asien und Australien auf der Fundstelle.
Am 1. April 2003 übernahm Clemens Pasda, Bereich Ur- und Frühgeschichte der Friedrich-Schiller-Universität Jena die archäologischen Untersuchungen in Bilzingsleben und führte im Frühjahr und Sommer 2004 Grabungsarbeiten auf der Fundstelle durch.

## Die Frühmenschenfunde von Bilzingsleben

Unterkiefer von Homo erectus bilzingslebenensis

Bis 2003 lieferte Bilzingsleben 38 Fossilien der Gattung Homo. Diese umfassen 28 Schädelteile – darunter Reste von Hinterhauptsbein, Scheitelbein und Stirnbein – einen zahnlosen Ast eines Unterkiefers und neun einzelne Zähne. Die Reste gehören zu mindestens vier Individuen, wobei sich ein juveniles Individuum darunter befindet.
Die vom Prager Forscher Emanuel Vlček (1925–2006) untersuchten Fossilien wurden von ihm zu Homo erectus gestellt und 1978 als dessen Unterart Homo erectus bilzingslebenensis ausgewiesen. Ähnlichkeiten bestehen seinen Analysen zufolge insbesondere zum Homo erectus-Fossil OH 9 aus der Olduvai-Schlucht in Tansania, zum Peking-Menschen (Sinanthropus III) und zum Java-Menschen (Pithecanthropus VII). Eine Rekonstruktion des Schädels zeigt, dass dieser eine längliche Form mit einem typischen „erectoiden“ zeltähnlichen Querschnitt und eine starke Einschnürung hinter den Augen (postorbital) besitzt. Das Hinterhauptsbein ist abgewinkelt und besitzt einen mächtigen Querwulst, während der Überaugenwulst über der Nase nicht unterbrochen ist. Auch der Unterkiefer zeigt starke Ähnlichkeiten zum Peking-Menschen.
International werden europäische Funde von Fossilien der Gattung Homo aus dieser Epoche häufig der Chronospezies Homo heidelbergensis zugeordnet, aus der wiederum die Neandertaler hervorgingen; die Übergänge von Homo erectus zu Homo heidelbergensis zum frühen Neandertaler sind allerdings fließend, weswegen unterschiedliche zeitliche Abgrenzungen in der Fachliteratur vertreten werden.

## Die archäologischen Reste

### Zonale Gliederung
Die Fundsituation lässt eine Gliederung der bisher ergrabenen Fläche des Lagerplatzes in insgesamt sechs Aktivitätszonen zu.
- Zone I: Schwemmfächer des Quellbaches; Funde von vorwiegend Knochen- und Artefaktabfällen
- Zone II: in einem 2–3 m breiten Uferstreifen; vorwiegend große Hiebwerkzeuge und Großsäugerreste; es handelt sich hier eventuell um einen Zerlegungsplatz
- Zone III: Wohnplatz mit Siedlungsstrukturen
- Zone IV: Werkstattzone (Ausdehnung 3 × 8–10 m); kann in Untergruppen gegliedert werden (z. B. im Süden der Zone Bereich mit zahlreichen Travertinunterlagen und Feuereinwirkung, jedoch nur wenig Silex- und Geröllgeräte)
- Zone V: gepflasterter Bereich
- Zone VI: nicht bestimmter Aktivitätsbereich westlich der Hütten; zahlreiche Silex-, Holz- und Ambossfunde

### Steinartefakte

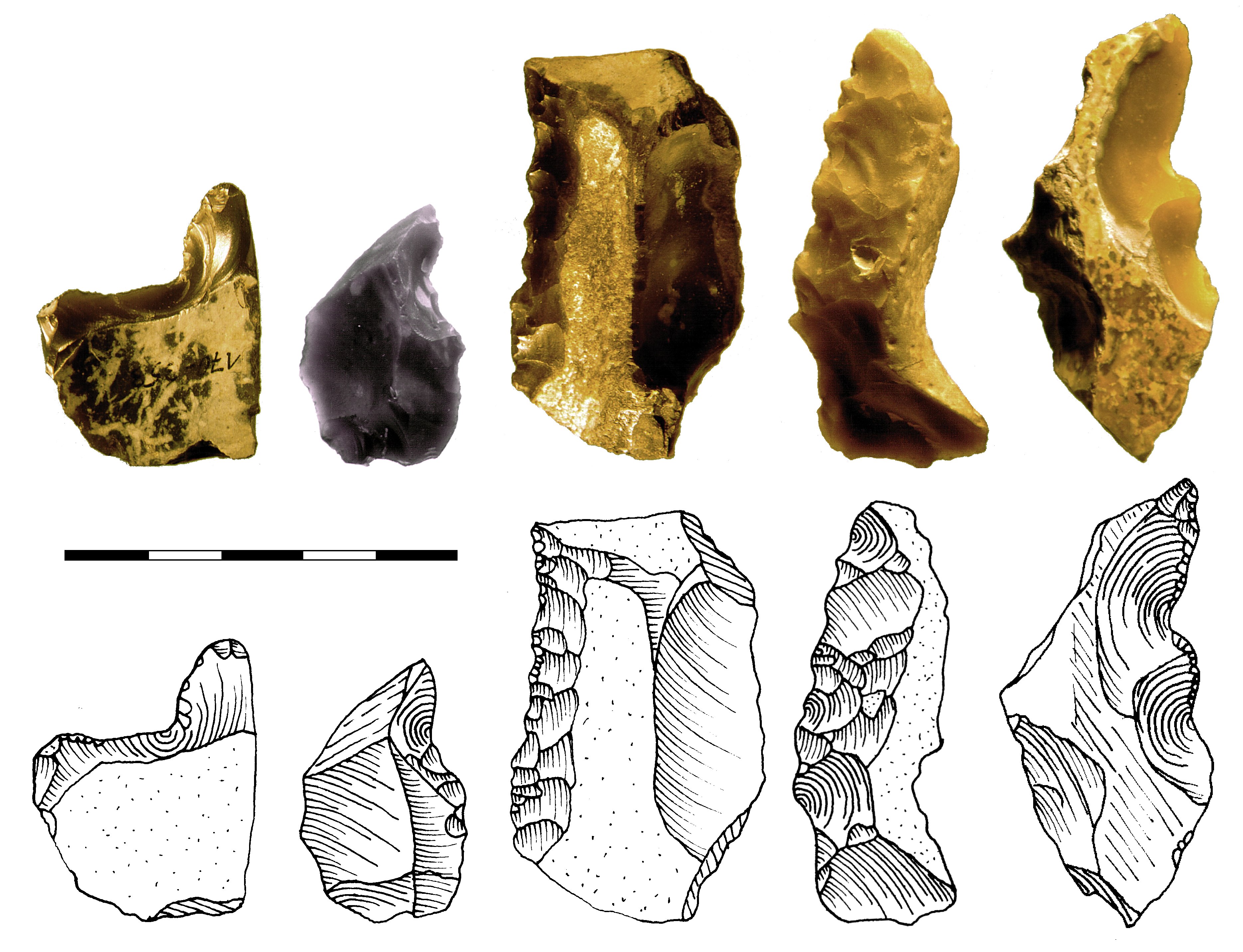
Steinartefakte in Foto und Umzeichnung

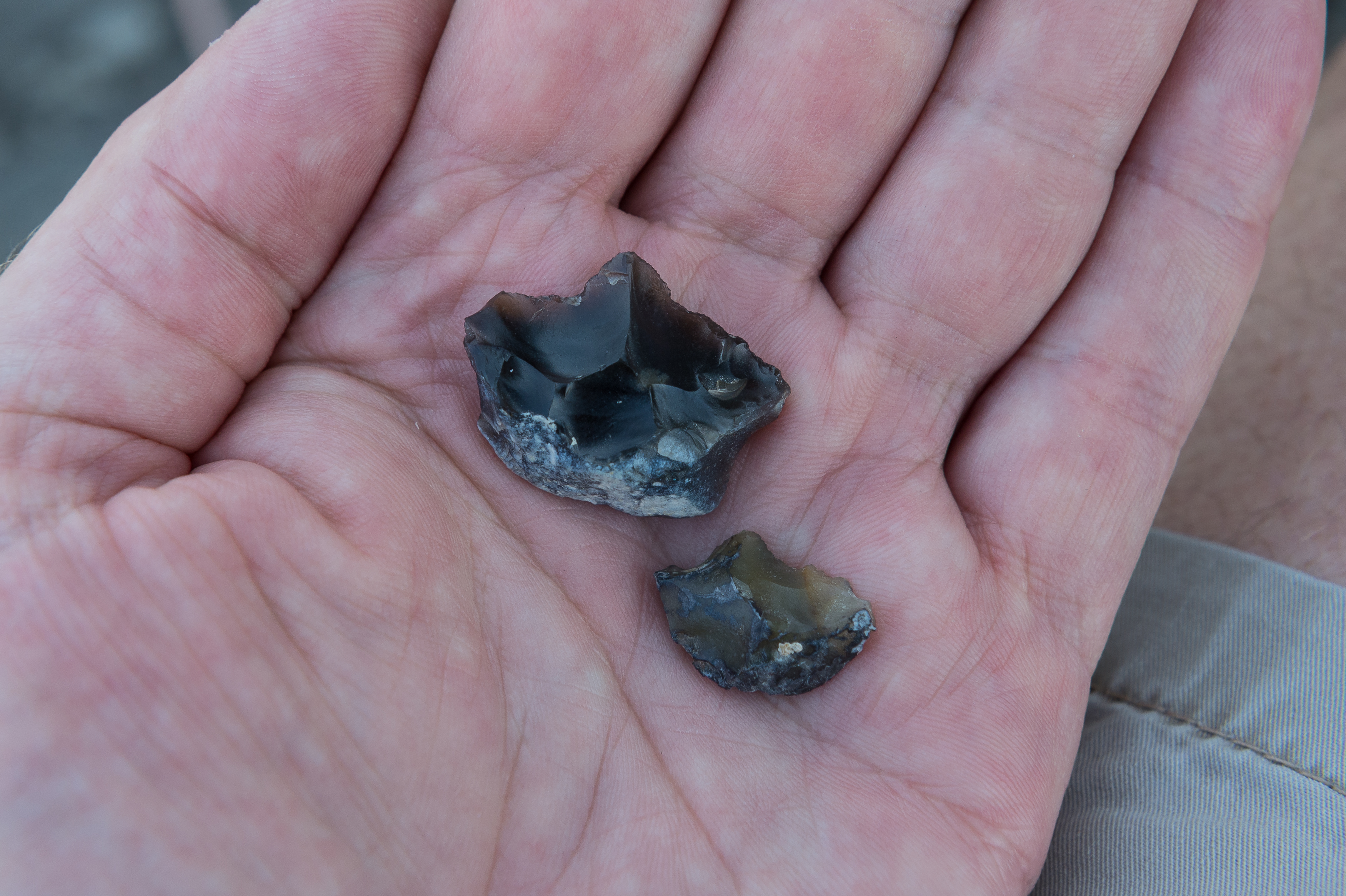
Zwei kleine, aus Feuerstein geschlagene Bohrer

Es wurden bis heute etwa 140.000 Feuersteinartefakte gefunden, von denen etwa 20 % Geräte im engeren Sinne (mit retuschierter Arbeitskante) darstellen. Es handelt sich hierbei um ein sehr kleingerätiges Inventar mit einer Durchschnittslänge von 25 bis 35 mm. Größere Artefakte von 50 bis 90 mm Länge treten zwar auch auf, doch sind diese selten. Es überwiegen gebuchtete und gezähnte Geräte. Des Weiteren treten auch schaberartige Geräte, Bohrer, Spitzen (Tayac- und Quinsonspitzen) und messerartige Schneidgeräte, die teilweise eine Rückenstumpfung aufweisen, auf. Zu den Sonderformen gehören beidflächig retuschierte Spitzen und keilmesserartige Typen. Die Fundstelle Bilzingsleben zeichnet sich durch das Fehlen von echten Faustkeilen aus. Einige Abschläge und Kerne zeigen, dass die Technik des präparierten Kerns durchaus bekannt war.
Neben Feuerstein wurden auch andere lithische Rohmaterialien, wie Muschelkalk, Quarzit, Quarz, Travertin usw. verwendet. Bisher sind mehr als 6.000 Artefakte aus diesen Rohstoffen bekannt. Aus ihnen wurden vorwiegend Schlagsteine, Chopper und Chopping Tools hergestellt, aber auch einige echte Gerätetypen sind zu verzeichnen, wie Spitzen oder Buchten. Des Weiteren wurden Ambosse und Arbeitsunterlagen aus diesen Materialien verwendet. Diese Geröllgeräte sind durchweg größer als die Feuersteinartefakte. So erreichen Chopper ein Gewicht bis 8 kg, einige Travertinblöcke sogar bis 30 kg Gewicht.

### Artefakte aus organischem Material

Knochen mit schaberartiger Arbeitskante

Auch die Knochen erlegter Tiere (vor allem Elefant) wurden als Rohstoff für die Werkzeugherstellung genutzt. Hauptsächlich wurde die harte Kompakta von Langknochen genutzt. An Geräten treten große Knochenschaber, Meißel, Spitzen u. ä. auf. Auch diese Geräte sind relativ groß und erreichen in einigen Fällen eine Länge von 73 cm. Schulterblätter der Großsäuger wurden als Arbeitsunterlagen genutzt. Weiterhin sind in diesem Zusammenhang Geweihhacken und vereinzelte geschliffene Elfenbeinspitzen zu nennen. Seit wenigen Jahren sind auch Holzartefakte nachgewiesen, die, ähnlich den Funden der Schöninger Speere, als Wurfgeräte gedeutet werden können.

### Archäologische Besonderheiten

#### Behausungsstrukturen
Aus der Fundlage lassen sich drei Wohnbauten rekonstruieren. Es handelte sich wahrscheinlich um zeltartige Stangenkonstruktionen, deren Bedeckung, die wohl aus Tierfellen bestand, mit Knochen und Steinen fixiert war. Erhalten waren lediglich die Funde, die zu ebendieser Fixierung genutzt wurden und sich in der Grabungsfläche als Kreise von 4 bis 5 m Durchmesser darstellten. Sie waren jeweils mit einer davor befindlichen Feuerstelle und mit Arbeitsplätzen (mit Ambossen) ausgestattet.
Die Lage der Feuerstellen macht die Lokalisierung der Eingänge an den Südseiten der Wohnstrukturen wahrscheinlich.

#### Gravierte Knochen
Mehrere gravierte Knochen stellen wohl die ersten graphischen Umsetzungen eines menschlichen Gedankens dar. Die Ritzlinien können nicht durch eine Nutzung als Arbeitsunterlagen entstanden sein, denn ein Knochenfragment zeigt zwei Bündel aus 7 bzw. 14 parallel verlaufenden Linien. Eine solche Anordnung kann keinesfalls zufällig entstanden sein. Sie müssen also intentionell angebracht worden sein.

#### Gepflasterter Bereich

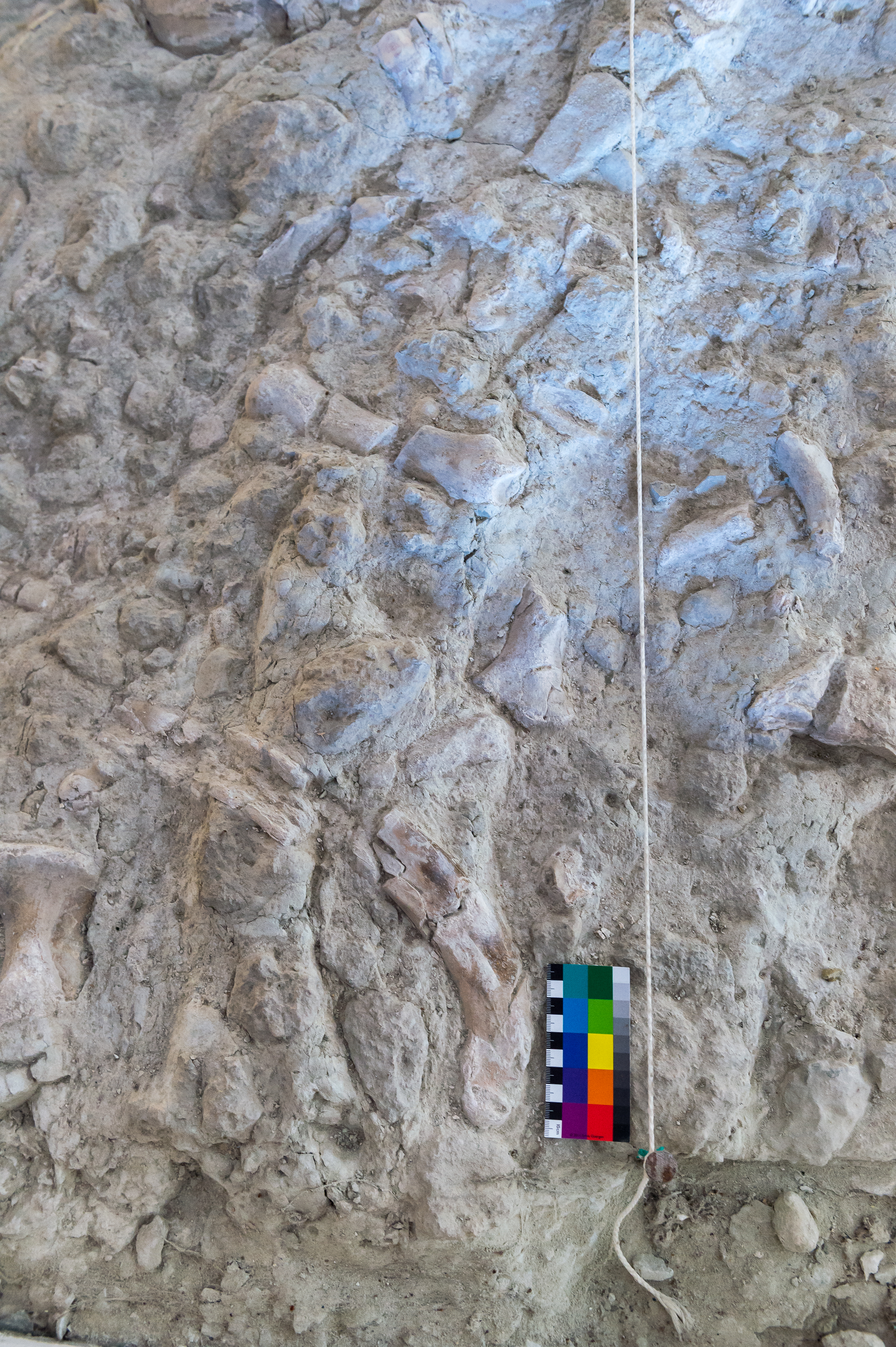
Das Pflaster von Bilzingsleben, eine in den einstigen Uferbereich eingebrachte Lage aus Knochen und Steinen

Ein weiterer Hinweis auf die geistige Welt des Homo erectus ist ein fast kreisrunder pflasterartiger Platz mit einem Durchmesser von etwa 9 m. Die Knochen und die z. T. ortsfremden Steine wurden in den Löss eingedrückt und liegen nur in einer einzigen Lage. Dieses Pflaster zeigt nur wenige Artefaktfunde und macht einen „aufgeräumten“ Eindruck. Im Nordwesten dieses Platzes befand sich eine Feuerstelle und ein Auerochsschädel, dazu ein Amboss aus einem Travertinblock und mehrere menschliche Schädelfragmente. Splitter in den Fugen des Travertinblocks belegen eine Zertrümmerung von Knochen. Inwieweit dies in Zusammenhang mit den menschlichen Schädelresten steht, ist bis zur abgeschlossenen Untersuchung der Splitter noch unklar. Interessanterweise führt auch eine Steinreihe vom Westen auf das Pflaster zu und endet unweit des eben dargestellten „Arbeitsplatzes“.

## Zur geistigen Stellung desHomo erectusvon Bilzingsleben
Anhand des Grabungsbefundes von Bilzingsleben lässt sich nicht nur die Kultur und Umwelt des Menschen rekonstruieren, sondern es werden auch Einblicke in sein soziokulturelles Leben gewährt. Dies ist umso wichtiger, als damit die bereits fortschreitende geistige Entwicklung des Homo erectus aufgezeigt werden kann.

### Die künstliche Mikroumwelt
Nach Aussage aller archäologischen Befunde handelt es sich bei dem Fundplatz wohl um eine länger besiedelte Stelle. Sie diente als Basislager für eine größere Gruppe. Die zahlreichen differenzierten Geräte, die unterschiedlichen verwendeten Rohstoffe und die zonale Gliederung des gesamten Platzes zeigen, dass die Menschen hier keinen kurzfristigen Jagdaufenthalt hatten, sondern vielmehr hier wohnten und arbeiteten. Von hier aus tätigte der Mensch Jagd- und Streifzüge zur Beschaffung von Nahrung und Rohstoffen. Beides wurde zum Lagerplatz gebracht und verarbeitet. Mütter und Kinder, Alte und Kranke blieben im Schutz der Hütten und des Feuers zurück. Zudem fand er auch Zeit für die Verrichtung „nichtpraktischer“, nicht unmittelbar zum Überleben notwendiger Tätigkeiten, wie es eventuell beim Pflaster der Fall ist.
Der längerfristige Aufenthalt an einem Basislager hatte einen engeren sozialen Zusammenschluss der Gruppe zur Folge. Die relativ kleinen Wohnbauten, in denen maximal sechs Menschen Unterkunft fanden, sind offensichtlich Hinweise darauf, dass es kleinere Sozialgruppen gab, die sich als verwandtschaftlich enger zusammengehörig fühlten als mit dem Rest der Gruppe und somit wahrscheinlich den Keim der heutigen Familie bildeten. Dadurch vertieften sich biologisch und ökonomisch bedingte Arbeitsteilungen zwischen den Geschlechtern. Deutlich wird dies z. B. bei speziell auftretenden Artefakttypen innerhalb der Intimzonen der Wohnbauten, die eventuell auf persönliches Eigentum hinweisen.

### Artefakte und planvolles Verhalten
Bei den Feuersteinartefakten handelt es sich aufgrund ihrer Kleinformatigkeit um Spezialwerkzeuge, die zur Bearbeitung organischer Materialien dienten. Die unterschiedlichen Formen der Artefakte und vor allem auch die Art der Arbeitskanten zeugen von einer differenzierten Verwendung, die Schaben, Kratzen, Sägen, Bohren u. Ä. umfasste. Hergestellt wurden die Feuersteinartefakte mithilfe von kleinen Schlagsteinen. Größere Geröllgeräte dienten für gröbere Arbeiten, wie Hacken und Spalten oder Zertrümmern. Mit Hilfe dieser Steingeräte wurden die begehrten organischen Materialien wie Knochen, Geweih, Elfenbein und vor allem Holz bearbeitet. Gespaltene Großsäugerknochen dienten als Schaber oder Hobel, Geweihe wurden zu Hacken und Hölzer zu Speeren verarbeitet. Neben den hier aufgeführten Rohmaterialien wurden sicher weitere, heute nicht mehr überlieferte verwendet, wie Häute, Pflanzenfasern, Tiersehnen usw.
Dies zeigt, dass der Homo erectus von Bilzingsleben fähig war, sich der unterschiedlichsten Rohstoffe für die Sicherung seines Lebens zu bedienen, und diese auch gezielt suchte. Die Tatsache, dass für die Herstellung von Geräten andere vorher produzierte Werkzeuge benötigt wurden, zeigt eine hohe Komplexität und Differenziertheit in der Technologie zu einem sehr frühen Zeitpunkt in der Menschheitsgeschichte, was vermutlich nicht ohne Sprache möglich war. Auch die Jagd auf heute ausgestorbene Großsäuger zeigt, dass für die Erjagung dieser Riesen eine recht komplexe Planung und möglicherweise auch eine hochentwickelte Sprache nötig war, denn diese Riesen konnten nicht von einem Jäger allein erbeutet werden.

### Strategien der Nahrungsgewinnung
Die Nahrung des Homo erectus bestand aus Pflanzen und Tieren. Erstere sind allerdings nicht überliefert. Welchen Anteil beide im Speiseplan hatten, ist unklar, doch aufgrund der kühlen bis kalten Winter während dieser Zeit muss von einem entsprechend großen Anteil an tierischer Nahrung ausgegangen werden.
Ein Großteil der Tierknochen muss als Jagdbeute interpretiert werden. Dabei beweisen die Speere von Schöningen aktive Jagd. Etwa 60 % der Jagdbeute war Großwild, wie Elefant, Nashorn, Wildrind, Wildpferd, Bären, gut 20 % mittelgroßes Wild wie Hirsch und Reh und der Rest Niederwild, wie Biber. Daneben können auch die Fische und einige Vögel sicher als Nahrungsreste angesehen werden.
Die Jagd auf Großwild benötigt Kenntnis vom Wildverhalten, Ortskenntnisse, Erinnerungs- und Kombinationsvermögen, vor allem aber auch Kenntnisse vom jahreszeitlichen Ablauf und dessen Auswirken auf das Tierverhalten.
Insbesondere die Großwildjagd auf bis zu 6 m große Elefanten setzt komplexe Strategien und vermutlich eine hoch entwickelte Sprache voraus. Dies wurde vor den Funden von den Forschern zu diesem frühen Zeitpunkt der Menschheitsgeschichte nicht erwartet.
Aufgrund der Mobilität der großen Tierherden musste auch der Homo erectus mobil sein. Sichere Voraussetzung ist das Basislager, von dem aus kleinere Gruppen auszogen und in einem Schweifgebiet mit einem Radius der maximal möglichen Tagesentfernung von 15 bis 20 km jagten und sammelten. Darüber hinaus muss aber auch ein erheblich größerer Jagddistrikt bestanden haben. Vermutlich beschränkte sich dieser Jagddistrikt auf das Thüringer Becken und die angrenzenden Höhenlagen, da die bewaldeten Mittelgebirge als natürliche Barriere wirken.

### Besondere geistige und kognitive Fähigkeiten
Nicht nur die gravierten Knochenartefakte und der gepflasterte Bereich sind Besonderheiten, auch die Behandlung der menschlichen Schädel – offenbar postmortales Zertrümmern, Patrophagie (Elternfraß) oder Schädelkult – deuten auf eine Auseinandersetzung mit dem Tod hin. Zudem ist anzunehmen, dass der Homo erectus sich auch geistig mit seiner Umwelt beschäftigte.
Insgesamt erscheint der Homo erectus vor fast 400.000 Jahren ein zu Geist und Kultur fähiges menschliches Wesen, mit einer selbst geschaffenen sozio-kulturellen Umwelt mit Wohnbauten, Feuernutzung und speziellen Aktivitätsbereichen, ein aktiver Jäger mit Distanzwaffen und variablen Technologien, fähig zum abstrakten Denken und mit einer bereits ausgebildeten Sprache.